# Wolfsberger Athletiksport-Club 2020-2021
Questa voce raccoglie le informazioni riguardanti il Wolfsberger Athletiksport-Club nelle competizioni ufficiali della stagione 2020-2021.

## Stagione
La sessione estiva di calciomercato vede la conferma di Ferdinand Feldhofer sulla panchina dei lupi. A livello di parco giocatori l'attaccante Shon Weissman, mattatore e miglior marcatore della stagione 2019-2020, viene ceduto agli spagnoli del Valladolid per circa 4 milioni di euro, diventando la cessione più remunerativa nella storia del club. Lasciano inoltre il club per fine prestito il centrocampista Romano Schmid (rientrante al Werder Brema), il difensore Miguel Vieira e il centrocampista Milos Jojic(entrambi rientranti al Basaksehir), e, a titolo definitivo, il terzino sinistro Lukas Schmitz ceduto agli olandesi del VVV-Venlo. In entrata viene rinnovato il prestito dal Bochum del difensore Dominik Baumgartner, per sostituire Weissman vengono acquistati gli attaccanti Dario Vizinger (dall'NK Celje) e Dejan Joveljic (in prestito dall'Eintracht Francoforte). Completano la campagna acquisti i difensori Luka Lochoshvili e Guram Giorbelidze, prelevati rispettivamente dalla Dinamo Tbilisi e dall'FC Dila, e il centrocampista offensivo israeliano Eliel Peretz dall'Hapoel Hadera.
In Europa League il Wolfsberger viene sorteggiato nel gruppo K assieme a Feyenoord, Dinamo Zagabria e CSKA Mosca.
La stagione, iniziata insolitamente a ridosso di settembre anziché a luglio a causa della conclusione posticipata della precedente per via della pandemia di Covid-19, si apre negativamente per la squadra: il primo turno di OFB cup contro i dilettanti del Neusiedl am See viene superato solo ai tempi supplementari, e a ottobre serviranno addirittura i rigori per passare il secondo turno a spese del Ried. In campionato arrivano ben 4 sconfitte nelle prime 5 partite. Agli inizi di novembre inoltre la squadra è vittima di un focolaio di coronavirus, esteso al punto tale da dover rinviare la gara con lo Sturm Graz per mancanza del numero minimo di 16 giocatori da schierare fra campo e panchina.
Migliore è il cammino in Europa League, dove la squadra supera per la prima volta nella sua storia la fase a gironi classificandosi seconda, in virtù delle tre vittorie contro Feyenoord (sia in Austria che in Olanda) e CSKA (in Russia) e del pareggio strappato all'esordio contro i moscoviti in casa, nonostante la doppia sconfitta contro la Dinamo Zagabria vincitrice del girone.
A dicembre l'urna del sorteggio dei sedicesimi, da cui il Wolfsberger è la prima squadra a essere pescata, oppone ai lupi il Tottenham guidato da Josè Mourinho; a febbraio gli inglesi elimineranno nettamente il Wolfsberger, segnando 4 gol in entrambe le gare.
Il 3 marzo arriva l'eliminazione, per 1-0 ai supplementari, nella semifinale di coppa nazionale per mano del LASK. Il giorno seguente, il tecnico Ferdinand Feldhofer dà le dimissioni e viene poco dopo sostituito da Roman Stary, collaboratore sportivo della squadra promosso ad allenatore ad interim e che traghetterà la squadra fino al termine della stagione.

## Rosa
| N. |                                 | Ruolo | Calciatore        |
| -- | ------------------------------- | ----- | ----------------- |
| 2  | Georgia (bandiera)              | D     | Guram Giorbelidze |
| 4  | Austria (bandiera)              | D     | Jonathan Scherzer |
| 5  | Austria (bandiera)              | D     | Stefan Perić      |
| 6  | Austria (bandiera)              | D     | Mario Pavelić     |
| 7  | Israele (bandiera)              | C     | Eliel Peretz      |
| 8  | Senegal (bandiera)              | A     | Cheikhou Dieng    |
| 9  | Serbia (bandiera)               | A     | Dejan Joveljić    |
| 10 | Austria (bandiera)              | C     | Michael Liendl    |
| 11 | Croazia (bandiera)              | A     | Dario Vizinger    |
| 12 | Austria (bandiera)              | A     | Leo Vielgut       |
| 13 | Bosnia ed Erzegovina (bandiera) | D     | Tarik Muharemović |
| 15 | Serbia (bandiera)               | D     | Nemanja Rnić      |
| 16 | Austria (bandiera)              | C     | Mario Leitgeb     |
| 17 | Austria (bandiera)              | C     | Kai Stratznig     |

| N. |                    | Ruolo | Calciatore             |
| -- | ------------------ | ----- | ---------------------- |
| 19 | Austria (bandiera) | C     | Sven Sprangler         |
| 21 | Austria (bandiera) | P     | David Skubl            |
| 22 | Austria (bandiera) | D     | Dominik Baumgartner    |
| 23 | Austria (bandiera) | C     | Lukas Schöfl           |
| 24 | Austria (bandiera) | C     | Christopher Wernitznig |
| 25 | Austria (bandiera) | D     | Fabian Tauchhammer     |
| 27 | Austria (bandiera) | D     | Michael Novak          |
| 29 | Austria (bandiera) | P     | Manuel Kuttin          |
| 30 | Austria (bandiera) | C     | Matthäus Taferner      |
| 31 | Austria (bandiera) | P     | Alexander Kofler       |
| 32 | Austria (bandiera) | P     | Marko Soldo            |
| 34 | Austria (bandiera) | A     | Marc Andre Schmerböck  |
| 39 | Austria (bandiera) | A     | Amar Hodzic            |
| 44 | Georgia (bandiera) | D     | Luka Lochoshvili       |

## Risultati

### Bundesliga
| Arbitro: | Markus Hameter |

|                |           |                                      |
| Vizinger 90+3’ | Marcatori | Peretz 21’ (aut.) Daka 26’ Koita 82’ |

| Arbitro: | Josef Spurny |

|  |           |                           |
|  | Marcatori | Taferner 55’ Vizinger 60’ |

| Arbitro: | Harald Lechner |

|                                 |           |                 |
| Balić 26’ Raguž 55’ Trauner 78’ | Marcatori | Baumgartner 73’ |

| Arbitro: | Sebastian Gishamer |

|                   |           |                                                |
| Joveljić 15’, 48’ | Marcatori | Hugi 11’ (rig.), 22’ Grozurek 37’ Halper 90+3’ |

| Arbitro: | Stefan Ebner |

|                                               |           |                                                |
| Baumgartner 47’ Grahovac 52’ (aut.) Dieng 67’ | Marcatori | Schick 25’ Kitagawa 35’ Kara 76’, 90+3’ (rig.) |

| Arbitro: | Manuel Schüttengruber |

|                 |           |                                          |
| Rnic 89’ (aut.) | Marcatori | Liendl 12’ (rig.), 23’ (rig.) Peretz 37’ |

| Wolfsberg 17 gennaio - 2021, ore 17:00 CEST 7ª giornata | Wolfsberger    | 0 – 0 | Sturm Graz | Lavanttal-Arena (0 spett.)\| Arbitro: \| Markus Hameter \| |
| Arbitro:                                                | Markus Hameter |       |            |                                                            |

| Arbitro: | Walter Altmann |

|  |           |                         |
|  | Marcatori | Peretz 73’ Vizinger 79’ |

| Arbitro: | Harald Lechner |

|              |           |                  |
| Joveljić 54’ | Marcatori | Grull 85’ (rig.) |

| Arbitro: | Oliver Drachta |

|                                                |           |              |
| Gugganig 27’ Yeboah 30’ Anselm 77’ Smith 90+3’ | Marcatori | Joveljić 66’ |

| Arbitro: | Rene Eisner |

|                                             |           |                                  |
| Joveljić 17’ Peretz 69’ Liendl 90+3’ (rig.) | Marcatori | Turgeman 1’ Monschein 72’ (rig.) |

| Arbitro: | Julian Weinberger |

|                      |           |                                      |
| Berisha 64’ Daka 69’ | Marcatori | Scherzer 50’ Joveljić 52’ Peretz 79’ |

| Wolfsberg 23 gennaio 2021, ore 17:00 CEST 13ª giornata | Wolfsberger           | 0 – 0 | Hartberg | Lavanttal-Arena (0 spett.)\| Arbitro: \| Manuel Schüttengruber \| |
| Arbitro:                                               | Manuel Schüttengruber |       |          |                                                                   |

| Arbitro: | Alexander Harkam |

|  |           |                             |
|  | Marcatori | Gruber 50’, 60’ Holland 79’ |

| Arbitro: | Felix Ouschan |

|  |           |                         |
|  | Marcatori | Joveljić 27’ Liendl 74’ |

| Arbitro: | Alan Kijas |

|          |           |  |
| Kara 32’ | Marcatori |  |

| Arbitro: | Rene Eisner |

|                             |           |           |
| Henriksson 17’ Joveljić 77’ | Marcatori | Wooten 2’ |

| Arbitro: | Markus Hameter |

|            |           |                              |
| Ljubic 43’ | Marcatori | Baumgartner 29’ Vizinger 90’ |

| Arbitro: | Christopher Jäger |

|  |           |               |
|  | Marcatori | Meilinger 56’ |

| Arbitro: | Gerhard Grobelnik |

|  |           |                                                  |
|  | Marcatori | Vizinger 9’ Liendl 13’ Joveljić 56’ Röcher 90+4’ |

| Arbitro: | Harald Lechner |

|                                      |           |                                                           |
| Joveljić 2’ Wernitznig 68’ Dieng 86’ | Marcatori | Celic 7’ Frederiksen 14’ Anselm 39’ Rogelj 55’ Rieder 59’ |

| Arbitro: | Manuel Schüttengruber |

|                                   |           |                                                                 |
| Djuricin 7’ Grünwald 66’ Zeka 78’ | Marcatori | Lochoshvili 14’ Röcher 33’ Joveljić 44’ Liendl 53’ Vizinger 86’ |

| Arbitro: | Walter Altmann |

|            |           |                                                                                      |
| Röcher 39’ | Marcatori | Fountas 22’, 58’, 61’ Kara 32’ Ullmann 57’ Scherzer 70’ (aut.), 84’ (aut.) Demir 78’ |

| Arbitro: | Christian-Petru Ciochirca |

|                                 |           |            |
| Ranftl 28’ Wiesinger 78’ (rig.) | Marcatori | Röcher 70’ |

| Arbitro: | Julian Weinberger |

|                  |           |  |
| Joveljić 6’, 62’ | Marcatori |  |

| Arbitro: | Gerhard Grobelnik |

|  |           |                   |
|  | Marcatori | Liendl 90’ (rig.) |

| Arbitro: | Harald Lechner |

|              |           |                      |
| Joveljić 29’ | Marcatori | Daka 13’ Berisha 48’ |

| Arbitro: | Dieter Muckenhammer |

|             |           |                        |
| Adeyemi 86’ | Marcatori | Affengruber 69’ (aut.) |

| Arbitro: | Christopher Jäger |

|               |           |                               |
| Ritzmaier 57’ | Marcatori | Liendl 68’ (rig.) Dieng 90+1’ |

| Arbitro: | Josef Spurny |

|  |           |                                                   |
|  | Marcatori | Eggestein 18’, 62’ (rig.) Ranftl 26’ Reiter 90+2’ |

| Arbitro: | Julian Weinberger |

|                        |           |                   |
| Rogelj 13’ Pranter 73’ | Marcatori | Joveljić 62’, 69’ |

| Arbitro: | Markus Hameter |

|              |           |                                     |
| Joveljić 36’ | Marcatori | Scherzer 54’ (aut.) Yeboah 59’, 67’ |

### Europa League
| Arbitro: | Sascha Stegemann |

|            |           |          |
| Liendl 42’ | Marcatori | Gaich 5’ |

| Arbitro: | Srđan Jovanović |

|              |           |                                                       |
| Berghuis 54’ | Marcatori | Liendl 4’ (rig.), 16’ (rig.), 60’ Joveljić 66’ (rig.) |

| Arbitro: | Jérôme Brisard |

|              |           |  |
| Atiemwen 76’ | Marcatori |  |

| Arbitro: | Sergiy Boyko |

|  |           |                                       |
|  | Marcatori | Majer 60’ Petkovic 75’ Ivanusec 90+1’ |

| Arbitro: | Nikola Dabanović |

|  |           |              |
|  | Marcatori | Vizinger 22’ |

| Arbitro: | Pawel Raczkowski |

|              |           |  |
| Joveljić 31’ | Marcatori |  |

| Arbitro: | Ali Palabiyik |

|            |           |                                               |
| Liendl 55’ | Marcatori | Son 13’ Bale 28’ Lucas Moura 34’ Vinícius 88’ |

| Arbitro: | Matej Jug |

|                                             |           |  |
| Alli 10’ Vinícius 50’ Bale 73’ Vinícius 83’ | Marcatori |  |

### Coppa d'Austria
| Arbitro: | Thomas Fröhlacher |

|                                                       |           |                                |
| Schmerböck 22’ Dieng 57’, 96’ Liendl 100’ Schöfl 102’ | Marcatori | Kienzl 64’ (rig.) Sommerer 90’ |

| Arbitro: | Alexander Harkam |

|                                             |                      |                                    |
| Baumgartner 29’ Liendl 81’ (rig.)           | Marcatori            | Nutz 20’, 44’                      |
| Wernitznig Schmerböck Dieng Joveljić Liendl | Tiri di rigore 4 – 3 | Grüll Grubeck Canadi Ziegl Lackner |

| Arbitro: | Sebastian Gishamer |

|                             |           |  |
| Baumgartner 8’ Liendl 90+3’ | Marcatori |  |

| Arbitro: | Julian Weinberger |

|               |           |                       |
| Hernaus 45+2’ | Marcatori | Liendl 15’ Novak 118’ |

| Arbitro: | Sebastian Gishamer |

|  |           |               |
|  | Marcatori | Wiesinger 97’ |